# Chausa
Chausa és una població a la riba del Ganges a Bihar, a pocs quilòmetres a l'oest de Buxar. És famosa per la decisiva batalla que s'hi va lliurar el 1539. Humayun volia retornar a Agra però Sher Shah Suri li va barrar el pas a Chausa. Mirza Kamran germà d'Humayun, es titulava emperador en funcions a Agra i la fidelitat de l'altra germà Mirza Hindal, que abans havia fet el mateix, era sobtosa tot i que va oferir el seu ajut a Humayun. L'emperador va provar llavors de fer la pau amb Sher Shah Suri, però aquest va atacar i va lliurar la batalla de Chausa el 26 de juny de 1539 on Humayun fou greument derrotat. Mirza Hindal va abandonar a Humayun en el pitjor moment, deixant desguarnida aquesta rereguarda, el que va permetre a Sher Shah rodejar a Humayun. Aquest va poder fugir i arribar a Agra amb un grapat de cavallers, però va deixar el seu harem en mans del vencedor.